# Служба за управљање кадровима
Служба за управљање кадровима једна је од служби Владе Србије, основана њеном уредбом с краја 2005. године, а у складу са Законом о државним службеницима. Улога Службе је да пружи континуирану подршку реформи државне управе у складу са принципима професионализације, деполитизације, рационализације и модернизације, утврђеним Стратегијом реформе државне управе, као и да обезбеди примену и даљи развој утврђених стандарда и процедура у процесима који чине управљање људским потенцијалима у државној управи.

## Надлежност
Надлежности Службе за управљање кадровима су:
- Давање мишљење о правилницима о унутрашњем уређењу и систематизацији радних места, старајући се да у свим органима државне управе описи радних места, примена утврђених мерила за процену радних места и поступак њиховог разврставања у звања буду уједначени и једнообразни;
- Припрема за Владу предлог кадровског плана за органе државне управе за сваку буџетску годину и стара се о правилном спровођењу кадровског плана;
- Објављује конкурсе за слободна радна места у државној управи на својој интернет страници;
- Учествује у конкурсним комисијама које спроводе конкурсе за попуњавање слободних радних места у државној управи и стара се о правилном спровођењу конкурса;
- Тестира опште функционалне и понашајне компетенције учесника конкурса;
- Вођење Централне кадровску евиденције - електронске базе података о запосленима у државној управи;
- Вођење интерног тржишта рада, помоћ државним службеницима у вези са њиховим премештајем и помаже органима у решавању кадровских потреба;
- Израда извештаје о годишњем оцењивању државних службеника и предлаже мере за уједначавање начина одређивања оцена;
- Обављање стручно-техничких послова за Високи службенички савет и за Жалбену комисију Владе.

## Организација
Радом Службе руководи директор Службе који за свој рад одговара Генералном секретару Владе.
У Служби постоје три сектора:
Сектор за одабир и развој кадрова
Овај сектор се састоји од ужих унутрашњих јединица, Одсека за спровођење поступка одабира кадрова и Центра за управљање каријером државних службеника,
Сектор за аналитичке послове
Овај сектор се састоји из уже унутрашње јединице, Одсеком за анализу радних места и планирање кадрова и Групом за Централну кадровску евиденцију и информационе системе,
Сектор за правне, финансијске и опште послове
Овај сектор се састоји из уже унутрашње јединице, Одсека за подршку Високом службеничком савету и Групе за финансијске и рачуноводствене послове.
Ужа унутрашња јединица изван сектора је Одељење за подршку Жалбеној комисији Владе РС.

## Управљање Службом за управљање кадровима
Службом за управљање кадровима руководи директор Службе и он има помоћнике. Директора Службе за управљање кадровима поставља Влада Републике Србије на предлог Генералног секретара Владе, а помоћнике такође бира Влада, али на предлог директора Службе за управљање кадровима. Директор и помоћници се бирају на период од 5 година. Директор је одговоран Влади и Генералном секретару Владе.
Тренутни Директор Службе за управљање кадровима је професор доктор Данило Рончевић, а тренутно има четири помоћника директора 4 (Јелена Бабић, професор доктор Дејан Костић, Дуња Даниловић и Нада Вуковић Ракић), али су Јелена Бабић, Дуња Даниловић и Нада Вуковић Ракић у функцији вршиоца дужности помоћника директора.